# Zethner See
De Zethner See is een meer in de Duitse deelstaat Mecklenburg-Voor-Pommeren. Het meer heeft een oppervlakte van 0,35 km².